# Pau Víctor
Pau Víctor (ur. 26 listopada 2001 w Sant Cugat del Vallès) – hiszpański piłkarz, występujący na pozycji napastnika w portugalskim klubie SC Braga.
Wychowanek Girony. W swojej karierze występował również m.in. w takich klubach jak: FC Barcelona czy CE Sabadall

## Kariera klubowa

### Początki w Gironie
W barwach Girony zadebiutował 20 lipca 2020 r. w ostatniej kolejce rozgrywek Segunda División 2019/2020. Pojawił się na boisku w 68. minucie przegranego 2-0 meczu przeciwko AD Alcorcón. W sezonie 2020/2021 wystąpił łącznie w 10 spotkaniach pierwszej drużyny, w których rozegrał łącznie 234 minuty. Następny sezon spędził, rozgrywając mecze wyłącznie w drugim zespole.

### Wypożyczenie
W sierpniu 2022 roku piłkarz został wypożyczony do trzecioligowego CE Sabadell FC. Łącznie rozegrał w nim 36 spotkań ligowych, w których strzelił 7 bramek. Jego zespół zakończył sezon na 10. miejscu w tabeli.

### FC Barcelona B
Następny sezon zawodnik również spędził na wypożyczeniu - tym razem w FC Barcelonie B, która również rozgrywała swoje mecze na trzecim poziomie ligowym. W 35 meczach strzelił 18 bramek, a jego zespół zakończył sezon na 3. miejscu w tabeli, upoważniającym do walki w play-offach o awans. Víctor wystąpił we wszystkich czterech meczach barażowych, w których strzelił dwie bramki, lecz jego zespół nie uzyskał awansu kosztem Córdoby CF.

### FC Barcelona
W lipcu 2024 roku Hiszpan został ogłoszony zawodnikiem FC Barcelony. Debiut zaliczył 17 sierpnia w wygranym spotkaniu pierwszej kolejki ligi hiszpańskiej przeciwko Valencii CF. Na boisku pojawił się w 86. minucie, zmieniając Lamine'a Yamala.

## Sukcesy

### FC Barcelona
- Mistrzostwo Hiszpanii: 2024/2025
- Superpuchar Hiszpanii: 2024/2025
- Puchar Króla: 2024/2025